# Gigantopithecus
Gigantopithecus (do grego gigas = gigante "γίγας", e pithecus = macaco "πίθηκος") é um gênero extinto de primata, que viveu no Pleistoceno – aproximadamente entre 5 milhões e 100 mil anos atrás – na China, na Índia e no Vietnã, habitando região e época similares às dos primeiros hominídeos, como, por exemplo, o Homo erectus. Os fósseis encontrados sugerem que o Gigantopithecus foi a maior espécie de primata que já viveu. Era provavelmente quadrúpede e herbívoro, sendo o bambu o alimento principal em sua dieta, que era suprida com frutas – embora alguns paleantropólogos afirmem tratar-se de um onívoro.

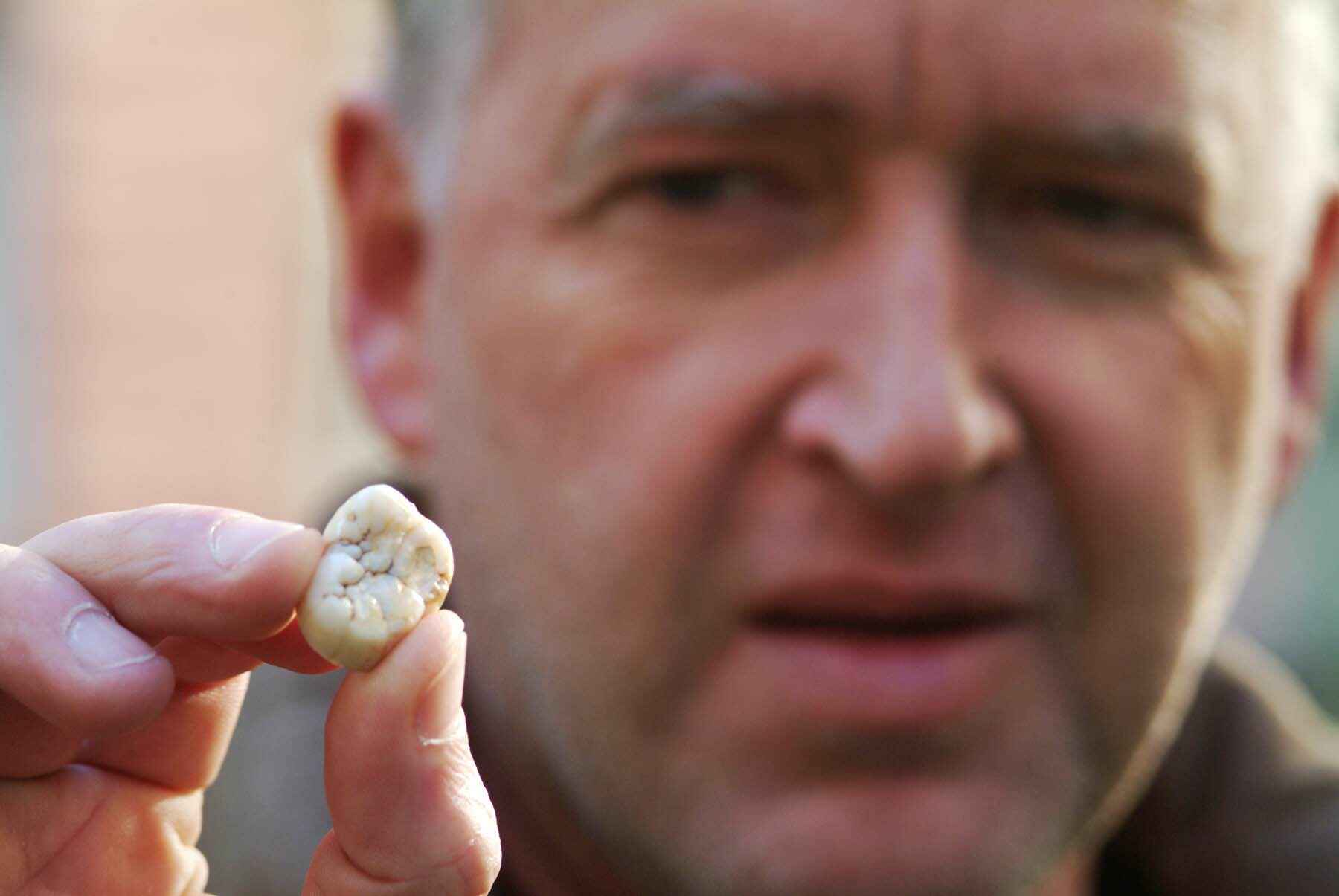
Molar (holótipo) de um Giganthopithecus blacki mostrado pelo Prof. Friedemann Schrenk.

A razão pela qual o Gigantopithecus foi extinto ainda é controversa. Alguns pesquisadores acreditam que sua extinção se deve às mudanças climáticas ocorridas em seu habitat; outros apontam, entre outras razões, a competição de espécies mais adaptadas ao mesmo ambiente ocupado pelo Gigantopithecus – florestas. À medida em que a Idade do Gelo avançava, as florestas que o primata habitava encolhiam, prejudicando sua alimentação. Já no Pleistoceno, não havia alimentos suficientes para ele.
Pesquisas paleoantropológicas realizadas nos diversos dentes encontrados em um sítio na caverna de Liuzhou, na China, e em alguns encontrados em sítios no Vietnã, sugerem que o Gigantopithecus habitou quase toda região leste da Ásia. Uma espécie diferente, o Gigantopithecus giganteus, também foi encontrada ao norte da índia.
Com base nos dentes fósseis – inicialmente molares de aproximadamente 2,5 centímetros (recuperados em lojas de medicina chinesa tradicional), sabe-se que o Gigantopithecus tinha mais ou menos 3 metros de altura e pesava algo entre 300 e 500 kg – de duas a três vezes mais que os atuais gorilas.

## Fósseis

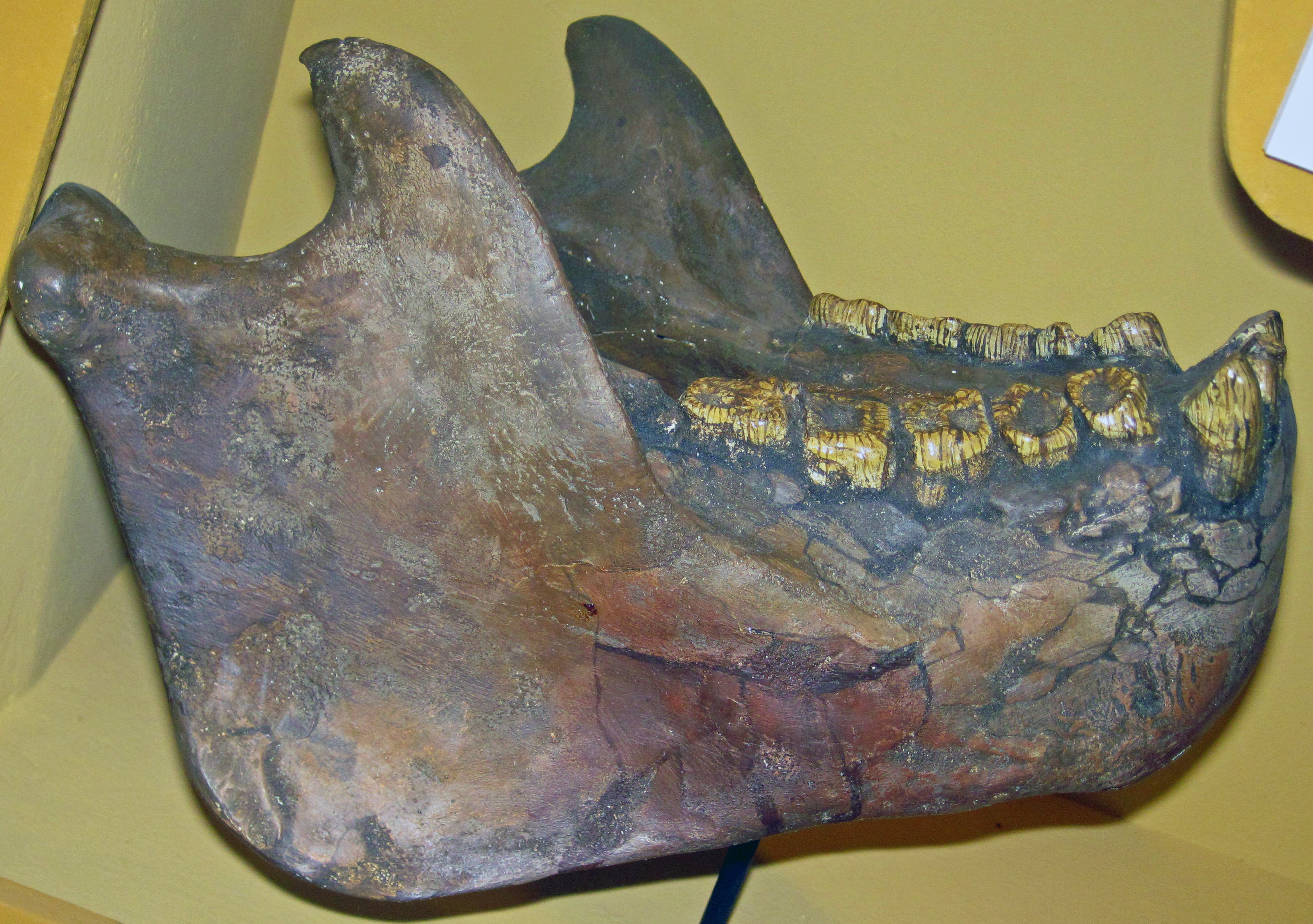
Mandíbula de Gigantopithecus reconstruída no Museu de História Natural de Cleveland.

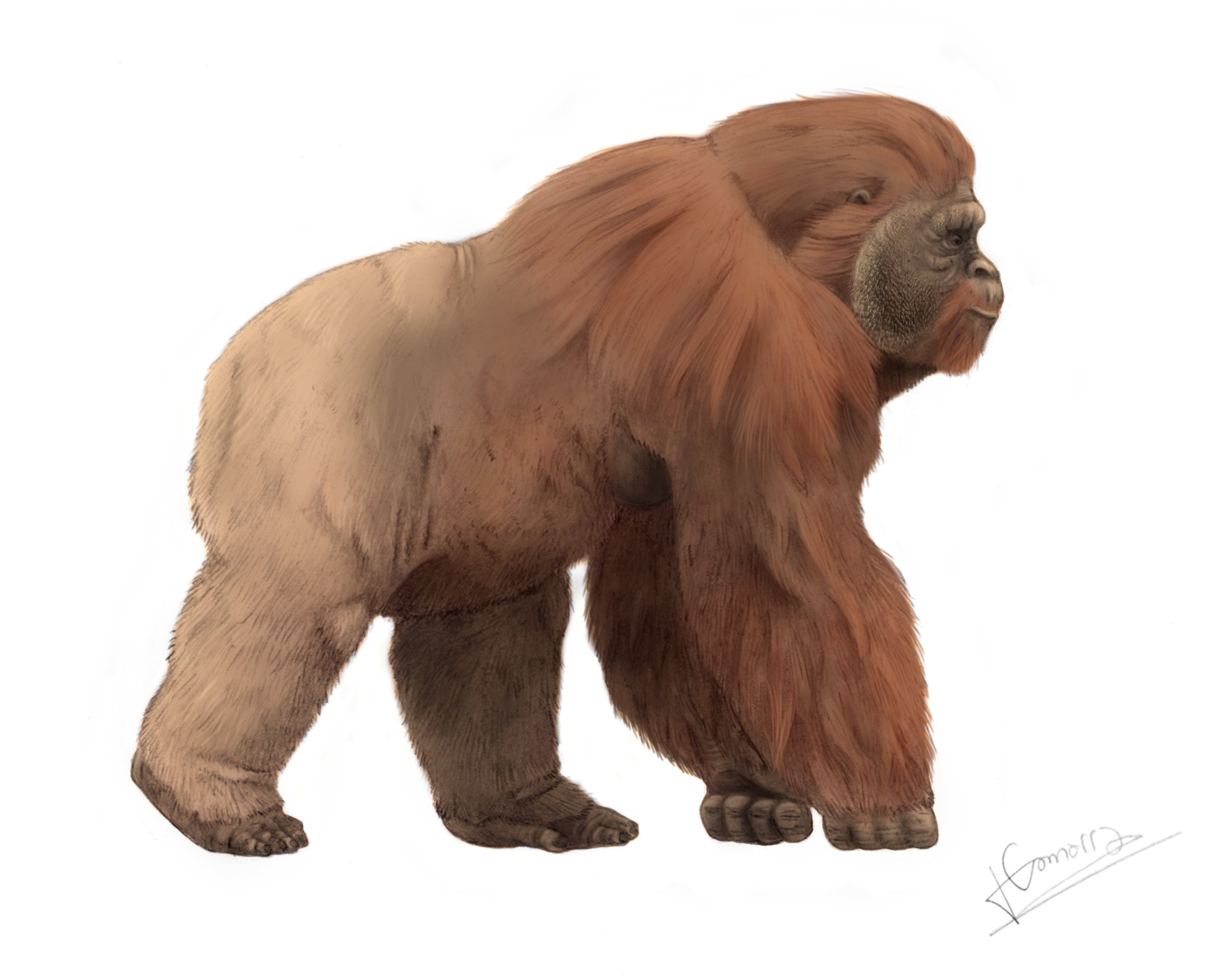
Reconstrução artística do animal.

Os primeiros vestígios dos Gigantopithecus, descritos por um antropólogo foram encontrados em 1935 por Ralph von Koenigswald em uma botica. Dentes e ossos fossilizados são frequentemente triturados até virar pó e utilizados em alguns ramos da medicina tradicional chinesa.